# Epirrhoe trappa
Epirrhoe trappa är en fjärilsart som beskrevs av William Schaus 1901. Epirrhoe trappa ingår i släktet Epirrhoe och familjen mätare. Inga underarter finns listade i Catalogue of Life.